# Погоня за жизнью
«Погоня за жизнью» (англ. Chasing Life) — американский телевизионный сериал, премьера которого состоялась на ABC Family 10 июня 2014 года. Сериал рассказывает историю молодой женщины-репортера, которая узнает, что больна раком. В основу сюжета лёгла испаноязычная теленовелла производства Televisa.
ABC Family начал производство сериала в 2012 году, взяв на главную роль молодую актрису Италию Риччи, в то время как ветеран телевидения, Мэри Пейдж Келлер, была приглашена играть роль её недавно овдовевшей матери. В апреле 2013 года канал заказал съемки первого сезона из тринадцати эпизодов, однако 27 ноября 2013 года, из-за позитивной реакции на отснятый материал, расширил сезон до двадцати серий.
6 ноября 2014 года канал продлил сериал на второй сезон, однако менее чем через год, 2 октября 2015 года, сериал был закрыт из-за низких рейтингов.

## Актёры и персонажи

### Основной состав
- Италия Риччи — Эйприл Карвер
- Мэри Пейдж Келлер — Сара Карвер
- Ричард Бранкатисано — Доминик
- Аиша Ди — Бет
- Хейли Рамм — Бренна Карвер
- Абхи Синха — Дэнни Гупта

### Второстепенный состав
- Ребекка Шулл — Эмма
- Стивен Уэбер — Джордж
- Скотт Майкл Фостер — Лео
- Энди Миентус — Киран
- Вонди Куртис-Холл — Лоуренс